# 敗瓜增二
海豚座14，又名BD+07 4556，HD 198391、SAO 126265、HR 7974，是海豚座的一颗恒星，视星等为6.33，位于銀經54.75，銀緯-21.9，其B1900.0坐标为赤經20h 44m 54.1s，赤緯+7° -21.9′ 33″。